# South Shore (Chicago)
Pour les articles homonymes, voir South Shore.

Situation de South Shore dans la ville de Chicago

South Shore est l'un des 77 secteurs communautaires de la ville de Chicago aux États-Unis. Il se situe dans le South Side. 